# 翟隽

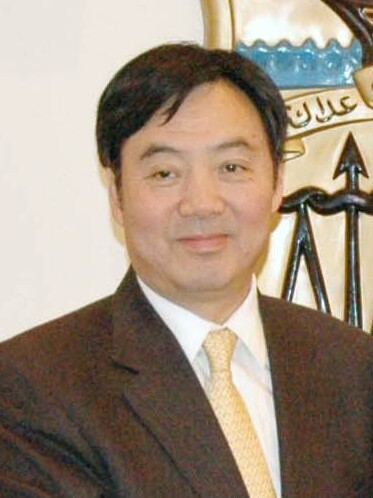
翟隽

翟隽（1954年12月—），生于北京，籍贯河北清苑，中华人民共和国外交官，曾任中华人民共和国驻法兰西共和国特命全权大使。現任中国政府中东问题特使。

## 生平
翟隽自幼学习阿拉伯语。从北京外国语学校毕业后，他在1972年11月被外交部派往埃及开罗大学文学院阿拉伯语系进修。1975年，翟隽毕业回国，进入中华人民共和国外交部工作，先后在外交部翻译室、驻民主也门大使馆、外交部西亚北非司、驻沙特阿拉伯大使馆任职，后任驻沙特阿拉伯大使馆参赞。1996年，任外交部西亚北非司参赞。1997年12月，出任中华人民共和国驻利比亚大使。2000年，任外交部西亚北非司副司长。同年，挂职江苏省镇江市市委常委。2001年，任外交部国外工作局局长。2003年，任外交部西亚北非司司长。2006年，升任外交部部长助理。2009年，升任外交部副部长。2014年1月，接替孔泉出任中华人民共和国驻法国大使兼驻摩纳哥大使。2019年6月离任。
2019年9月2日，外交部發言人耿爽宣佈，翟隽接替宮小生擔任中國政府中東問題特使。

## 家庭
已婚，有一子。

## 荣誉

### 外国勋章奖章
- 荣誉军团大军官勋章（法国，2019年6月26日于巴黎颁发[9]）